# Acanthoscelides perforatus
Acanthoscelides perforatus är en skalbaggsart som först beskrevs av Horn 1873.  Acanthoscelides perforatus ingår i släktet Acanthoscelides och familjen bladbaggar. Inga underarter finns listade i Catalogue of Life.